# Тоант (цар Етолії)
Тоант — цар Етолії, син Андремона і Горги, прибув до Трої на чолі 40 кораблів.
Відзначався надзвичайною хоробрістю; брав участь у викраденні троянського Палладія.